# Fabrizio Palma
Fabrizio Palma (Roma, 29 aprile 1962) è un musicista e arrangiatore italiano.

## Biografia
Dopo gli studi di chitarra classica e successivamente di canto lirico, inizia a collaborare con gli enti lirici più importanti d'Italia, come il coro dell'Accademia di Santa Cecilia a Roma, il Teatro dell'Arena di Verona e nel coro del Teatro Comunale di Cagliari.
Successivamente si apre alla musica leggera e lavora come assistente musicale in un grande studio di registrazione dove svolge il ruolo di coordinatore del coro nel film musicale Il principe d'Egitto.
Successivamente collabora sia in studio che dal vivo con molti artisti tra cui: Pino Daniele, Gigi D'Alessio, Renato Zero, Miguel Bosé, Alessandro Safina, Amedeo Minghi, Grazia Di Michele, Anna Tatangelo e Dirotta su Cuba.
Nel 2002 collabora come preparatore vocale ai programmi televisivi come Buona Domenica e La corrida. 
Dal 2004 fa parte dello staff della scuola televisiva di arte e canto Amici di Maria De Filippi come docente di canto.
Nel 2009 interpreta il prof di canto di Marco nella serie TV I Cesaroni.
Nel 2009 collabora come trainer vocale alla serie TV Tutti pazzi per amore.
Nel 2010 collabora come trainer vocale alla edizione 2010 della trasmissione Ti lascio una canzone.

## Cinema
- Ricordati di me (2003)
- Manemo (2002)
- Ovino va in città (2001)
- Aiuto, sono un pesce (2001)
- Flipper (2000)
- Arcobaleno (2000)
- Rudolph (1999)
- Babar (1999)

## Doppiatore
- Il principe d'Egitto (1998)
- Il re leone 3 - Hakuna Matata (2004)[1]
- Barbie - La principessa e la povera (2004)
- Cappuccetto Rosso e gli insoliti sospetti (2006)
- Barbie principessa dell'isola perduta (2007)

## Televisione
- Ti lascio una canzone (2010) Trainer vocale
- Tutti pazzi per amore (2009) Trainer vocale
- I Cesaroni (2009) interpreta Il Prof. di canto, episodio 3x01
- Amici di Maria De Filippi Docente di Canto
- Ciao Darwin (1999) Coordinatore del coro e corista della sigla
- Tutti gli zeri del mondo (2000) Corista della sigla
- Il giovane Casanova (2001) Corista sigla
- Scary Movie 2 (2001) Direzione della realizzazione di un brano musicale
- I Cesaroni 6 (2014) Cantante solista della sigla iniziale
- Penso che un sogno così (2021)

## Teatro (come corista)
Con la Roman Academy:
- Rugantino (1998)
- Vacanze Romane (A. Trovatoli) (2004)
- Jesus Christ Superstar, Teatro Olimpico a Roma, Teatro Massimo a Palermo (2002)
- Aggiungi un posto a tavola (A. Trovatoli) (versione 2002)
- Kiss me, Kate-Il Musical (2002)

## Insegnamento
È stato insegnante alla scuola di "Amici" di Maria De Filippi, e nel rispettivo programma televisivo.
È insegnante presso l'Accademia del Festival Internazionale della Canzone di Saint-Vincent.